# DirecTV (Colombia)
DirecTV Colombia (nombre legal: DirecTV Colombia Ltda.) es la filial colombiana de DirecTV de Vrio Corp., lanzada oficialmente en 1997 como Sky Colombia.

## Historia
Los servicios que ofreció bajo el antiguo nombre de Sky fueron paquetes hasta de 103 canales de video, incluyendo los de pago por visión (PPV) y los canales nacionales, y 35 canales de audio, cada uno con música especializada las 24 horas del día.
Sky nace gracias a una alianza entre la Organización Globo de Brasil, el Grupo Televisa de México, The News Corporation y Tele Communications International (TCI); y para su ingreso a Colombia, conformó una alianza en la que participaron la Casa Editorial El Tiempo, RCN Televisión, la productora de televisión RTI Televisión, y la programadora de Datos y Mensajes, todas ellas con amplia trayectoria en el manejo y producción de la información y del entretenimiento.
La fuerza internacional de los socios de Sky permitió que este fuera el único servicio de televisión satelital en ofrecer, de manera exclusiva, los canales como Fox, Fox Kids, Fox Sports Américas, Casa Club TV, Canal de las Estrellas, ECO, Conexión Financiera, HTV, MuchMusic, Animal Planet, TNT, USA Network, CNN, CNN en Español, Cartoon Network, Bloomberg TV, ESPN, ESPN Dos, Nickelodeon, Discovery Kids, MTV Latinoamérica, Discovery Channel, entre otros. 
En junio de 2005 la Autoridad Nacional de Televisión (ANTV) aprobó la fusión de Sky y DirecTV.
A fines de 2020, DirecTV tiene el 17,3% del mercado de televisión por suscripción.